# Фіскдейл (Массачусетс)
Фіскдейл (англ. Fiskdale) — переписна місцевість (CDP) в США, в окрузі Вустер штату Массачусетс. Населення — 2797 осіб (2020).

## Географія
Фіскдейл розташований за координатами 42°7′29″ пн. ш. 72°6′39″ зх. д. / 42.12472° пн. ш. 72.11083° зх. д. (42.124762, -72.110888).  За даними Бюро перепису населення США в 2010 році переписна місцевість мала площу 8,41 км², з яких 8,10 км² — суходіл та 0,31 км² — водойми.

## Демографія
Згідно з переписом 2010 року, у переписній місцевості мешкали 2583 особи в 1045 домогосподарствах у складі 691 родини. Густота населення становила 307 осіб/км².  Було 1126 помешкань (134/км²).
Расовий склад населення:
| - 94,1 % — білих - 2,0 % — азіатів - 0,6 % — чорних або афроамериканців - 0,5 % — корінних американців - 1,2 % — осіб інших рас |

До двох чи більше рас належало 1,5 %. Частка іспаномовних становила 2,6 % від усіх жителів.
За віковим діапазоном населення розподілялося таким чином: 26,4 % — особи молодші 18 років, 58,8 % — особи у віці 18—64 років, 14,8 % — особи у віці 65 років та старші. Медіана віку мешканця становила 39,5 року. На 100 осіб жіночої статі у переписній місцевості припадало 96,4 чоловіків;  на 100 жінок у віці від 18 років та старших — 88,1 чоловіків також старших 18 років.
Середній дохід на одне домашнє господарство  становив 97 411 долар США (медіана — 54 818), а середній дохід на одну сім'ю — 123 656 доларів (медіана — 105 219). За межею бідності перебувало 11,1 % осіб, у тому числі 3,0 % дітей у віці до 18 років та 27,3 % осіб у віці 65 років та старших.
Цивільне працевлаштоване населення становило 1075 осіб. Основні галузі зайнятості: освіта, охорона здоров'я та соціальна допомога — 24,7 %, науковці, спеціалісти, менеджери — 21,7 %, виробництво — 20,2 %.